# Anorexia Nervosa (együttes)
Az Anorexia Nervosa francia szimfonikus black metal együttes.

## Története
1991-ben alakultak Limoges-ben, "Necromancia" néven. Alapító tagjai: Stéphane Bayle - gitár, Marc Zabé - gitár, Pierre Couquet - basszusgitár, Nilcas Vant - dob, Stéphane Gerbaud - ének. Két demót adtak ki, majd a Season of Mist kiadó egyik embere, Michael Berberian felfedezte őket és lemezszerződést ajánlott nekik. Első nagylemezük 1997-ben jelent meg. Ez az album már az Anorexia Nervosa név alatt jelent meg. A lemezen indusztriális/death metalt játszottak. Az "anyag" kiadása után elhagyták a Season of Mist kiadót és az Osmose Productions-höz szerződtek le. Gerbaud és Zabé helyére pedig RMS Heidmarr énekes és Neb Xort billentyűs került. Ezt követően az indusztriális/death metal stílust leváltotta a szimfonikus black metal műfaja hangzásukban. 1999-ben egy EP-t dobtak piacra, az Osmose Productions gondozásában. Ezt 2000-ben követte a zenekar második nagylemeze. 2001-ben és 2004-ben újabb albumokat jelentettek meg. Újabb lemezeiken feldolgozások is hallhatók, olyan együttesektől, mint a Candlemass, Judas Priest vagy X Japan. RMS Heidmarr 2005-ben elhagyta a zenekart, az Anorexia Nervosa azóta szünetet tart (hiatus). Egyelőre ismeretlen, mi lesz az együttessel a jövőben.
2005-ben egy kis botrány is keveredett a zenekar körül, amikor két tinédzser lány az együttes szövegeit idézte, majd öngyilkosságot követtek el.

## Tagok
Jelenlegi felállás
- Stéphane Bayle - gitár (1991-2005)
- Nilcas Vant - dob (1991-2005)
- Pierre Couquet - basszusgitár (1991-2005)
- Neb Xort - billentyűk (1998-2005)

Korábbi tagok
- Marc Zabé - gitár, billentyűk (1991-1995)
- Stéphane Gerbaud - ének (1991-1995)
- RMS Heidmarr - ének (1991-2005)

## Diszkográfia
Stúdióalbumok
- Exile (1997)
- Drudenhaus (2000)
- New Obscurantis Order (2001)
- Redemption Process (2004)

Demók
- The Garden of Delight (1993)
- Nihil Negativum (1995)

EP-k
- Sodomizing the Archedangel (1999)
- The September E.P. (2005)

Válogatáslemezek
- Suicide is Sexy (2004)